# Laura Miloš
Laura Miloš (ur. 20 października 1994 w Poreč) – chorwacka siatkarka, grająca na pozycji przyjmującej, reprezentantka kraju.

## Przebieg kariery
| Lata      | Klub                       |
| --------- | -------------------------- |
| 2012–2014 | OK Poreč                   |
| 2014–2018 | Oral Roberts Golden Eagles |
| 2018–2019 | Modal Charleroi            |
| 2019–2022 | AS Saint-Raphaël Var VB    |
| 2022–     | SF Paris Saint-Cloud       |

## Sukcesy klubowe
Liga chorwacka:
- 2013, 2014

Puchar Chorwacji:
- 2014

## Sukcesy reprezentacyjne
Igrzyska Śródziemnomorskie:
- 2013

Liga Europejska:
- 2021[4]
- 2022